# Roberto Petito
Roberto Petito (Civitavecchia, 1 februari 1971) is een voormalig Italiaans wielrenner. In 1997 won hij Tirreno-Adriatico. Hij was vooral een kraan in het rijden van de voorjaarsklassiekers, maar hij won er uiteindelijk geen enkele. 

## Carrière
Roberto Petito was beroepswielrenner van 1993 tot medio april 2008. Hij staat er voornamelijk om bekend dat hij tussen 2000 en 2005 bij de succesvolle Italiaanse formatie Fassa Bortolo reed. Hij kwam hier sterk voor de dag met als uitschieter een vijfde plaats in de Ronde van Vlaanderen 2005, waar Petito mee was met de beslissende ontsnapping naar Meerbeke. De eerste Ronde gewonnen door Tom Boonen, die wegreed van Petito en compagnie. Bij Fassa was hij op oudere leeftijd nog even een belangrijke helper voor Fabian Cancellara. Petito reed voorts bij Tenax, Saeco en Mercatone Uno. In 2006 won hij de Vierdaagse van Duinkerke in de herfst van zijn loopbaan (zie foto) bij de kleinere ploeg Tenax. 
Petito nam op 15 april 2008, twee dagen na Parijs-Roubaix, afscheid van het profpeloton bij de grote Italiaanse wielerploeg Liquigas. Tijdens zijn laatste voorjaren mocht Petito knechten voor zijn landgenoot Filippo Pozzato.

## Palmares
1994
- Giro della Romagna

1997
- Eindklassement Tirreno-Adriatico
- Eindklassement Ronde van Sardinië

2001
- Trofeo Pantalica (ITA)
- 5de etappe Tirreno-Adriatico
- 1ste etappe Ronde van de Abruzzen

2004
- 5de etappe Tirreno-Adriatico

2006
- 2de etappe Vierdaagse van Duinkerke
- Eindklassement Vierdaagse van Duinkerke

## Resultaten in voornaamste wedstrijden
| Jaar | Ronde van Italië | Ronde van Frankrijk | Ronde van Spanje |
| ---- | ---------------- | ------------------- | ---------------- |
| 1993 |                  |                     |                  |
| 1994 |                  | opgave              | 73e              |
| 1995 | opgave           | opgave              |                  |
| 1996 | 63e              |                     |                  |
| 1997 | 24e              |                     | opgave           |
| 1998 |                  |                     |                  |
| 1999 | 60e              |                     |                  |
| 2001 | 100e             |                     |                  |
| 2002 |                  |                     |                  |
| 2003 |                  |                     |                  |
| 2004 |                  |                     |                  |
| 2005 |                  |                     |                  |
| 2006 |                  |                     |                  |
| 2007 |                  |                     |                  |

| Jaar | Milaan-San Remo | Gent-Wevelgem | Ronde van Vlaanderen | Parijs-Roubaix | Amstel Gold Race | Luik-Bast.‑Luik | Waalse Pijl |  | Wereldranglijsten |
| ---- | --------------- | ------------- | -------------------- | -------------- | ---------------- | --------------- | ----------- |  | ----------------- |
| 1993 |                 |               |                      |                |                  |                 |             |  |                   |
| 1994 |                 | 62e           |                      |                |                  |                 |             |  |                   |
| 1995 |                 | 79e           |                      |                | 41e              |                 |             |  |                   |
| 1996 | 27e             |               |                      |                |                  |                 | 60e         |  |                   |
| 1997 | 25e             |               |                      |                |                  |                 |             |  |                   |
| 1998 | 9e              | 27e           | 40e                  |                |                  |                 | 8e          |  |                   |
| 1999 |                 |               |                      |                |                  |                 |             |  |                   |
| 2001 | 36e             |               | 29e                  |                |                  |                 |             |  |                   |
| 2002 | 41e             | 60e           |                      |                |                  |                 |             |  |                   |
| 2003 |                 |               | 56e                  |                |                  |                 |             |  |                   |
| 2004 | 101e            |               | 19e                  |                | 95e              | 96e             | 112e        |  |                   |
| 2005 | 80e             |               | 5e                   | 29e            |                  |                 | 59e         |  | 87e (UPT)         |
| 2006 |                 |               | 10e                  |                |                  |                 |             |  |                   |
| 2007 | 104e            | 43e           |                      | 5e             |                  |                 |             |  | 71e (UPT)         |